# Deviace (sociologie)
Deviace (z lat. deviare, odchýlit se z cesty) znamená odchylku, v češtině obvykle jednání člověka nebo skupiny, které se odchyluje od sociální, kulturní nebo morální normy. Takové jednání se označuje jako deviantní a jednající člověk jako deviant.
Tato odchylka od normy může být negativní (častější užití), ale i pozitivní. Opakem deviantního chování je chování konformní. Vnímání deviací se mění v závislosti na kulturním prostředí, na sociálním prostoru a času. Hodnocení určitého chování jako deviace závisí na hodnotícím subjektu a na jeho pojetí společenských norem; například i náboženská, ideová nebo mocenská menšina může považovat za deviantní jednání většiny, a současně být sama většinou považována za deviantní.

## Význam
V angličtině a ve francouzštině má slovo deviation širší význam a může znamenat jakoukoli odchylku, například ve statistice. V češtině se hovoří například o deviaci kompasu nebo deviaci paprsku.

## Historie pojmu
Pojem se začal užívat v sociologii na počátku 20. století a měl obvykle jistý hodnotící náboj: deviace není odchylka, nýbrž úchylka a deviantní jednání je vadné. V této souvislosti pojem převzala psychologie, sexuologie a další společenské vědy. Během 20. století se tato hodnotící složka poněkud oslabila, takže dnes se slovo může použít i v téměř hodnotově neutrálním významu. Zato slovo deviantní obvykle vyjadřuje negativní hodnocení.

## Deviantní subkultura
Pojem deviace se netýká jen jednotlivců, ale i skupin. Jako příklad lze uvést kult Hare Krišna (náboženskou sektu). Deviantní subkultura je minoritní skupina, která má jiné sociální normy a vede zásadně odlišný životní styl.

## Teorie deviace
Náhled na deviaci se v průběhu dějin lidstva značně měnil. Dnes rozeznáváme tři hlavní pohledy na existenci deviace.

### Sociologické teorie sociálních deviací
- Sociologické teorie staví na existenci množství subkultur, které se mohou výrazně lišit svým chováním vůči společnosti. Například lidé z chudšího zázemí mají větší sklony k drobným krádežím a přepadení, kdežto lidé disponující určitým majetkem budou častěji obviněny za daňové úniky, či korupci.

1. Koncepce diferencovaných asociací popisuje, jak na nás působí skupiny, v nichž vyrůstáme. Hlavní protagonista této teorie byl Edwin H. Sutherland, který formuloval hlavní myšlenku, že naše chování, jak pozitivní, či negativní, je velmi ovlivněno prostředím, ve kterém se pohybujeme a vyrůstáme.
2. Teorie racionálního chování - kdo se rozhoduje, zda spáchat nebo nespáchat zločin, jedná racionálně (zkoumá výnosy, pravděpodobnost chycení, případnou délku trestu atd.). Tato teorie je v rozporu se všemi ostatními a říká, že jedinec páchá trestný čin s vědomím potenciálního rizika.

Teorie diferencované asociace
Autorem této koncepce je Edwin Sutherland, jeden z žáků chicagské školy, který se ve 30. letech zabýval sociálními příčinami chování, které porušuje sociální normy. Soustředil se především na to, jak se lidé z různých sociálních prostředí podílejí na různé míře kriminality.
Jeho teorie vychází především z toho faktu, že každý jedinec se již od dětství střetává s určitými definicemi zákonů, které mohou vést k porušování norem nebo mohou toto porušování zakazovat. Tvrdí tedy, že se lidé učí různým kriminálním nebo konformním vzorům chování skrz jejich nejbližší sociální prostředí a můžeme tedy říct, že deviantní chování je kulturně přenášeno v malých sociálních skupinách prostřednictvím procesu sociálního učení. Jedinci se tak stávají delikventy nebo zločinci v důsledku toho, že se sdružují s jinými lidmi, kteří jsou nositelé kriminálních norem.
Sutherland dále odděluje z kriminálního chování behaviorální a kulturní složku. Behaviorální složka znamená učení se technikám páchání trestných činů, které mohou mít různý stupeň složitosti. Kulturní pak znamená přejímání motivů, racionalizací a postojů. Kriminální chování tak může být výrazem snahy po dosažení hodnot a uspokojení potřeb jako chování konformní.
V procesu diferencované asociace hrají důležitou roli také další okolnosti:
·      frekvence nebo trvání těchto procesů v čase
·      období života, ve kterém k působení dochází (největší vliv má přejímání těchto vzorů v raném dětství)
·      prestiž nositelů takového chování a emocionální vazby k takovému nositeli 

#### Strukturální teorie
1. Teorie strukturálního tlaku předpokládá, že v každé společnosti vznikají situace, na něž určitá část populace reaguje chováním odchylným od normy (tedy např. „chudoba plodí zločin“).

#### Teorie a anomie
Teorie anomie tvrdí, že každá společnost má své hodnoty a většina jedinců se jich snaží dosáhnout (u nás například peníze, majetek, svoboda). Ve společnosti, kde tyto hodnoty nejsou dostatečně vymezovány, může docházet k dezorientaci jedince, což má za následek větší náchylnost k deviacím.

#### Subkulturní teorie
Teorie konfliktu (nová kriminologie)
Za autory teorie konfliktu jsou označováni američtí sociologové Ian Taylor, Paul Walton a Jack Young. Ti odmítali tvrzení, že by deviace byla „determinována“ biologickými faktory a místo toho zastávali myšlenku deviace jako úmyslně zvolené orientace, která je často svou podstatou politická. V tomto smyslu autoři navázali na myšlenky marxismu: „Lidé se v reakci na nerovnost systému často sami aktivně rozhodnou, že se budou chovat deviantně.“ 
Teorie kontroly
Teorie kontroly se zabývá nerovnovážným vztahem mezi impulzy k trestným činům a sociální či fyzickou kontrolou, která jedince od páchání nežádoucího chování odrazuje. Mezi významné zástupce se řadí Travis Hirschi. Ten tvrdí, že lidé se sami rozhodují, zda se budou chovat deviantně, či ne, podle potencionálních výhod nebo rizik jejich chování. Zároveň tvrdí, že lidé s nižším stupněm socializace jsou na nevyžádané chování více náchylní.

#### Etiketizační teorie
Teorie nálepkování patří mezi konstruktivistické teorie a chápe deviaci především jako výsledek označování za devianty. Vychází ze třetí perspektivy: jedinec poprvé spáchá delikt a to zda se stane zločincem, závisí na tom, jak na to zareaguje okolí (pokud je potrestán, bude zlo konat dál, protože už má nálepku zločince). Podle Edwina Lemerta se prvotní zločin nazývá primární deviace. Sekundární deviace pak nastává, když jedinec akceptuje své deviantní postavení ve společnosti a začne tak sám sebe i vnímat. Dochází k rekonstitucí vlastní identity, proměny sebepojetí. Sekundární deviace je reakcí aktéra na reakci veřejnosti na jeho primární deviaci.

### Biologické teorie sociálních deviací
- Původně se zločiny a jiné formy deviace vysvětlovaly biologickými teoriemi. Taková teorie pochází například od italského kriminologa jménem Cesare Lombroso, který se snažil podle tvaru lebky zjišťovat, kdo má sklon ke spáchání zločinu. Jeho teorie sice nikdy nebyly plně uznávány, avšak potvrdilo se[zdroj⁠?!], že biologické předpoklady hrají v otázce deviace značnou roli. Francouz Paul Broca, zabývající se fyzickou antropologií, také zkoumal odlišnosti mezi tvarem lebky a mozku zločinců a řádných občanů. Mezi lety 1940 a 1950 rozdělil William H. Sheldon lidi na tři základní typy dle biologických předpokladů: endomorfní (tělnatější), ektomorfní (hubení) a mezomorfní (atletičtí). Ve své studii[kde?] uvádí, že mezomorfní skupina lidí má více předpokladů k deviaci než zbylé dvě skupiny, což dnes však není převládajícím názorem, Sheldonova metodologie i závěry byly zpochybněny[6]. V průběhu 20. století bylo provedeno množství výzkumů, zdali mají muži s nadbytečným chromozomem Y větší sklony porušovat společenské normy. Tyto teorie byly později též vyvráceny. Dalšími představiteli byli Richard Dugdale či Sheldon a Eleanor Glueckovi.

#### Teorie rozeného zločince
Taková teorie pochází například od italského kriminologa jménem Cesare Lombroso, který se na základě antropometrických měření (tvar lebky, délka končetin) snažil zjišťovat, kdo má sklon ke spáchání zločinu. Svůj výzkum založil na analýze vzorku vězňů z italských věznic. Jeho výzkumy však byly záhy odmítnuty a vysvětleny.

### Psychologické teorie sociálních deviací
Psychologické teorie se snaží vysvětlit sklon ke zločinu pomocí psychiky jedince. Sigmund Freud byl zastáncem myšlenky, že frustrace z dětství mohou vyústit v deviantní chování v dospělosti. Tato teorie také tvrdí, že pokud si dítě během svého dospívání nevytvoří základní sebeomezení, nevytvoří si ani morálku, a proto je náchylnější k porušování společensky daných norem.

## Ostatní teorie
1. Teorie kulturního přenosu tvrdí, že deviantnímu chování se učíme v interakci s jinými lidmi, tedy stejným způsobem jako chování konformnímu. Deviantní chování proto vzniká v určitých subkulturách, kde je pokládáno za „normální“.

## Výhody a nevýhody sociální deviace
Výhody sociální deviace
Pozitivní vliv deviace je ve společnosti viditelná v těchto aspektech:
Solidarita - Společenskou soudržnost mezi rovnými, ochotu ke vzájemné pomoci a podpoře v rámci nějaké skupiny posiluje pozitivní chování, cítění zbytku komunity a dochází tak k sounáležitosti, observaci tohoto chování a přisvojení si těchto pozitivních postojů.
Posílení společenských norem - pozitivní chování a obrana společenských norem proti negativnímu deviantnímu chování, dává zbytku společnosti jasnou hranici mezi přijatelným a nepřijatelným způsobem chování, jejichž úspěšnou obranou dochází k posilování těchto společenských norem. Takovýto způsobem může dojít ke snížení míry negativního deviantního chování a k zvýšení morálních standardů. Pokud by však veškeré negativní deviantní chování ve společnosti vymizelo, postrádala by pak jakákoli existence norem veškerý smysl. Díky vymizení by postupně opět docházelo k negativnímu deviantnímu chování, proto je jistá míra tohoto typu chování ve společnosti důležitá.
Nevýhody sociální deviace
Sociální deviace, převážně negativní trestní povahy, může napříč společnosti nejenže ohrožovat bezpečí občanů, ale také může svou činností narušovat běžný život zbytku společnosti a způsobit postupný rozklad společenského řádu. Pokud v dané společnosti neexistují dostatečně silné represivní státní složky jako je například policie, která by úspěšně bojovala proti deliktním činům, může tak negativně deviantní trestná činnost nabádat i zbytek společnosti k záměrnému porušování řádu a oslabovat tak společenské ustálené normy. Příkladem mohou být země Latinské Ameriky a to z důvodu nízké sociální mobility nejslabších vrstvy obyvatel, vysoké míry korupce a nízká výkonnost bezpečnostních složek.

## Vývoj názorů na deviantní chování
1. Přístup sociální patologie (přibližně v letech 1900-1935) vychází z hodnotového řádu středních vrstev. Základním předpokladem je, že špatné podmínky produkují špatné lidi, dobré podmínky pak lidi dobré.
2. Empirický přístup (přibližně v letech 1925-1945) se věnuje především popisu výskytu deviantních jevů, případně jejich korelací s některými ekologickými faktory.
3. Přístup individuální patologie (přibližně v letech 1930-1960) klade důraz na psychické poruchy jednotlivců.
4. Strukturalistický přístup (od roku 1945) sleduje vliv makrostrukturálních faktorů na chování. Vychází ze strukturálního funkcionalismu Talcotta Parsonse.
5. Symbolický interakcionalismus (od roku 1950) je naopak mikropřístupem. Předmětem jeho studia je „deviantní kariéra“, tedy to, jak se jedinec učí deviantní roli.
6. Naturalistický přístup (od roku 1960) se zabývá tím, jak se deviace formuje v každodenním životě. Jedná se především o etnometodologické výzkumy a etnografickou kriminologií.
7. Teorie labellingu (od roku 1965) se zabývá procesem identifikace osob jako deviantů a jejich reakcí na tuto „nálepku“.
8. Konfliktualistický přístup (od roku 1968) odvozuje deviaci z třídního charakteru norem a třídního konfliktu. Jedná se tedy o přístup v jádru marxistický.

## Model normálního rozložení
„Podle G. A. Lundberga je dodržování každé konkrétní normy za běžných okolností rozloženo podle modelu tzv. normálního rozložení, přičemž na jedné straně je situována negativní a na straně druhé pozitivní sociální deviace.“ Na okraji obou těchto stran můžeme najít extrémy, které v případě hrubého porušení společenské normy „mohou být trestány zákonem, případně systémem sociální kontroly.“
Jelikož se ale od sebe jednotlivé společnosti navzájem liší a v žádné společnosti nejsou normy všemi přesně dodržované, existuje ve všech společnostech unikátní „toleranční limit“, který určuje toleranci dané společnosti vůči různým aktům (náboženství, eutanazie, užívání drog...).

## Pozitivní a negativní deviace
V sociologii se používá rozdělení deviace na pozitivní a negativní. Je tomu tak proto, aby sociologové byli schopni zachytit jakoukoli výchylku od společensky uznaných norem. Dle této definice lze nadměrně vysokou inteligenci považovat za případ pozitivní deviace. Stejně tak je tomu v případě inteligence nízké (>80 bodů IQ), znázorňující deviaci negativní, jelikož oba tyto příklady ukazují výchylku od průměrné lidské inteligence (obecně je za průměrnou inteligenci označována hodnota 100 bodů IQ).

### Přístupy k definici pozitivní a negativní deviace

#### 1. Statistický přístup

graf normálního rozložení

Deviantní chování je takové, kterým se chová minoritní část společnosti. Jedná se tedy o jednu nebo druhou stranu v modelu normálního rozložení (viz výše).
Podle Quinna a Quinna, kteří se zabývali studiem pozitivní deviace statisticky, se jedinci, kteří se chovají pozitivně deviantně, nacházejí vpravo na grafu normálního rozložení chování společnosti. Podle statistického přístupu je však každý, kdo se nechová podle většiny společnosti, deviantní (ať již pozitivně, či negativně).

#### 2. Suprakonformní přístup
Z tohoto přístupu plyne, že pozitivní deviací je nadměrná, respektive přílišná shoda se společenskými normami. Tato nadměrná shoda se však stává problematickou, jelikož vede k dysfunkci jedince a v podstatě určuje jedinci život (například upřednostňuje posilování na úkor všech ostatních činností).

#### 3. Relativní přístup
Tento přístup zjišťuje, jak okolí reaguje na dané chování jedince. Deviantní chování je v tomto případě to, které je odsouzeno společností (společnost na něj reaguje kriticky) a bývá trestáno. Pokud se zde ale negativní reakce neobjeví, není jednání považováno za deviantní.

#### 4. Normativní přístup
Deviantní chování se zde definuje jako výrazné odchýlení jedince od společenských norem. Tyto normy si často neuvědomujeme, dokud je neporušíme.